# EMT Squared
EMT Squared Co.,Ltd. (株式会社EMTスクエアード?, Kabushikigaisha EMT sukueādo) è uno studio di animazione giapponese, fondato il 25 luglio 2013.

## Produzioni

### Serie TV anime
- Rainy Cocoa (2015)
- Ameiro cocoa - Rainy color e yōkoso! (2015)
- Kuma miko (2016, in collaborazione con Kinema Citrus)
- The Highschool Life of a Fudanshi (2016)
- Ameiro cocoa in Hawaii (2016)
- Nyanko Days (2017)
- Love Tyrant (2017)
- Rainy Cocoa 'Amecon!!' (2017)
- Urahara (2017)
- Alice or Alice (2018)
- The Master of Ragnarok & Blesser of Einherjar  (2018)
- Rainy Cocoa side G (2018)
- Assassins Pride (2019)
- A Destructive God Sits Next to Me (2020)
- Kuma Kuma Kuma Bear (2020)
- Drugstore in Another World (2021)
- Yūsha, yamemasu (2022)
- Shoot! Goal to the Future (2022)
- Beast Tamer (2022)
- Kuma Kuma Kuma Bear Punch (2023)
- The Aristocrat's Otherworldly Adventure: Serving Gods Who Go Too Far (2023)
- Fluffy Paradise (2024)
- Shūmatsu Train doko e iku? (2024)
- Isekai yururi kikō: Kosodate shinagara bōkensha shimasu (2024)